# Château d'Auvilliers
Le château d'Auvilliers est un château situé sur la commune d'Auvilliers, en Seine-Maritime, en France. Le château fait l’objet d’une inscription au titre des monuments historiques depuis 1933.

## Historique
Les éléments du château actuel datent du XVIIe siècle et XVIIIe siècle. 
Au début du XVIIe siècle le château est reconstruit pour Jacques de Monsures et Charlotte de Fautereau.
Le monument est inscrit comme monument historique depuis le 13 avril 1933.
Le château a perdu des tours hexagonales depuis la Seconde Guerre mondiale.

## Description
Le porche du château est en brique et silex.
Une chapelle en brique est localisée dans le mur d'enceinte.